# هنري فيرغسون
هنري فيرغسون هو رسام هولندي، ولد في 1665 في لاهاي في هولندا، وتوفي في 1730 في تولوز في فرنسا.